# Morti nel 1021
| Questa pagina contiene informazioni ricavate automaticamente dalle voci biografiche con l'ausilio del template Bio e di un bot. L'aggiornamento è periodico e automatico e ricostruisce completamente la pagina. Se manca una persona in questa lista, sei pregato di non aggiungerla, ma accertati piuttosto che la sua voce biografica contenga il template Bio e che i dati anagrafici siano correttamente compilati. Se il template Bio manca, inseriscilo tu stesso o, in alternativa, metti l'avviso {{tmp\|Bio}} che ne segnala la mancanza. Se i dati riportati sono sbagliati, correggi direttamente la voce biografica; le modifiche saranno visibili in questa lista entro pochi giorni. Per chiarimenti vedi il progetto biografie. La lista contiene solo le 7 persone che sono citate nell'enciclopedia e per le quali è stato implementato correttamente il template Bio. Pagina aggiornata al 18 mag 2025. |

- 13 febbraio - Al-Hakim, imam (n. 985)
- 5 marzo - Arnolfo di Reims, arcivescovo francese
- 16 marzo - Eriberto di Colonia, arcivescovo tedesco
- 15 giugno - Datto di Bari
- 29 agosto - Minamoto no Yorimitsu, militare giapponese (n. 948)
- Abu 'Abd al-Rahman al-Sulami, teologo e mistico arabo
- Wolbodo di Liegi, vescovo e santo belga